# Hypsophrys
Hypsophrys is een geslacht van straalvinnige vissen uit de familie van de cichliden (Cichlidae).

## Soorten
- Hypsophrys nematopus (Günther, 1867)
- Hypsophrys nicaraguensis (Günther, 1864)